# Adenostyles alliariae
La calabacera   (Adenostyles alliariae) es una planta herbácea de la familia de las asteráceas.

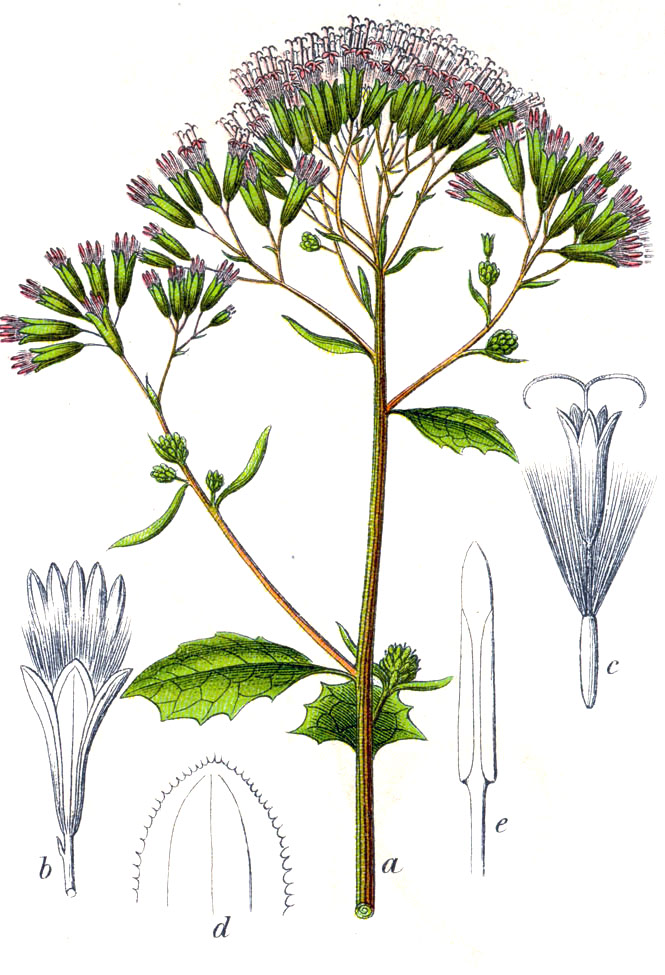
Ilustración

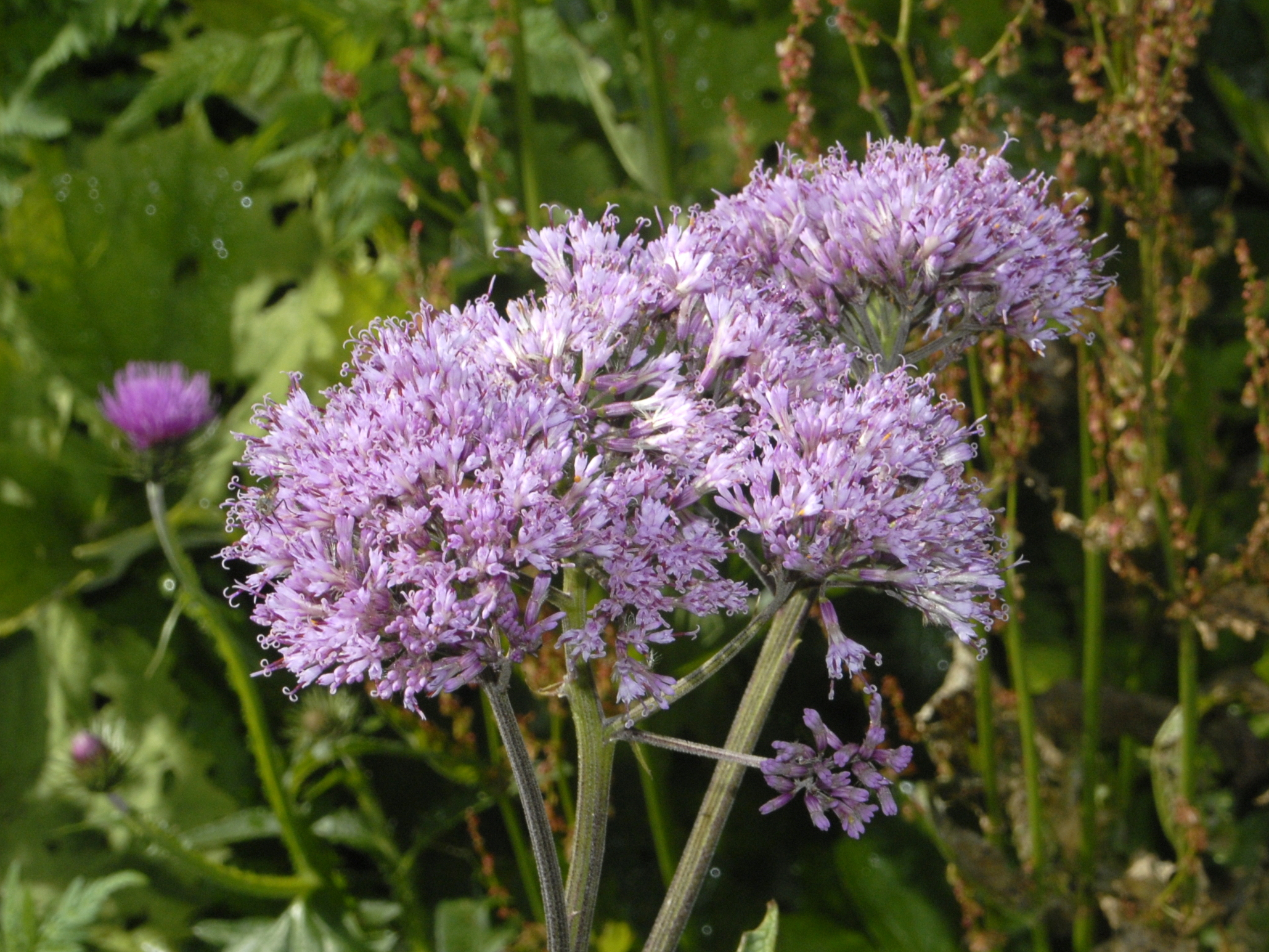
Flores

## Caracteres
Hierba vivaz, tallos erectos, robustos, ramificados en la parte superior, de hasta 150 cm de altura. Hojas basales simples, de triangular-acorazonadas a reniformes, casi glabras o con pelosidad aracnoidea en el envés, irregularmente dentadas, de 20-40 cm de anchura; hojas superiores del tallo más pequeñas, sésiles o casi. Inflorescencias formadas por numerosos capítulos cilíndricos involucrados.; 3 a 8 brácteas involucrales oblongas, glabras; flores tubulares de rojizas a purpúreas. Fruto en aquenio más o menos cilíndrico, de unos 3 mm de longitud; vilano formado por 2 o 3 flas de pelos. Florece desde finales de primavera y durante el verano.

## Hábitat
Muy frecuente en los megaforbios de las montañas de Europa.

## Taxonomía
Adenostyles alliariae fue descrita por (Gouan) A.Kern. y publicado en Oesterr. Bot. Z. 21: 12. 1871
Sinónimos
- Adenostyles albida subsp. albida
- Adenostyles albida subsp. kerneri (Simonk.) Nyman
- Adenostyles albida subsp. pyrenaica (Lange) Rouy
- Adenostyles albida Cass.
- Adenostyles albifrons (L.f.) Rchb.
- Adenostyles alpina var. australis (Ten.) Fiori
- Adenostyles alpina var. macrocephala (Huter, Porta & Rigo) Fiori
- Adenostyles australis Ten.
- Adenostyles hybrida DC.
- Adenostyles orientalis Boiss.
- Adenostyles petasites subsp. hybrida (DC.) Arcang.
- Adenostyles petasites subsp. petasites
- Adenostyles petasites (Lam.) Bluff & Fingerh.
- Adenostyles pyrenaica Lange
- Adenostyles viridis subsp. australis (Ten.) Nyman
- Cacalia albifrons L.f.[3]
- Adenostyles hirsuta (Vill.) Fourr.
- Adenostyles kerneri Simonk.
- Cacalia albida Cass. ex Schur
- Cacalia albifrons L.f.
- Cacalia alliariae Gouan
- Cacalia hirsuta Vill.
- Cacalia petasites Lam.
- Cacalia tomentosa Jacq.
- Eupatorium albifrons (L.f.) E.H.L.Krause[4]

## Nombres comunes
- Castellano: barba de algodón, calabacera.[3]